# Сепаратизм
Сепарати́зм (від лат. separatus — відокремлення) — політика і практика відокремлення, відділення частини території (сецесії) держави з метою створення суверенної держави, дезінтеграцію країни, переходу до складу іншої держави (іредентизм) чи набуття статусу дуже широкої автономії. Загальне визначення сепаратизму є те, що це пропаганда стану культурного, етнічного, племінного, релігійного, расового, національного або гендерного відділення від ширшої групи. Радикальність сепаратизму зумовлюється географічним положенням, жорсткістю та ієрархічністю внутрішньо регіонального суспільства, економічним і соціальним становищем даного регіону на поточний момент, а також сили центральної влади.
Часто в середні віки феодальні та імперські держави робили провокацію подібного явища для сорбції, анексії чи окупації територій.

## Причини виникнення сепаратизму
Підґрунтям сепаратизму є:
1. неоднорідність, строкатість складу (національного, релігійного, соціального) населення країни;
2. нерівномірність соціального, економічного, екологічного, культурного, зокрема мовного, розвитку окремих регіонів, що породжує сподівання тих чи тих спільнот на самозбереження та поліпшення умов існування або, навпаки, прагнення монополізувати привілейоване становище, щоб не поділяти його з іншими спільнотами;
3. помилки, прорахунки, зловживання центральної влади, які погіршують становище окремих етнічних або конфесійних спільнот (непоодинокі випадки, коли роль цього чинника з пропагандистською метою штучно перебільшується лідерами сепаратизму);
4. вплив певних держав і міжнародних терористичних організацій з метою підпорядкування та експлуатації ресурсів і населення відокремлених регіонів;
5. взаємні територіальні претензії етносів (нечіткістю чи відсутністю існуючих кордонів, проведення нової демаркації між етносами, повернення на батьківщину раніше депортованого етносу, довільна зміна кордонів, насильницьке включення території етносу в сусідню державу, розчленуванням етносу між різними державами).

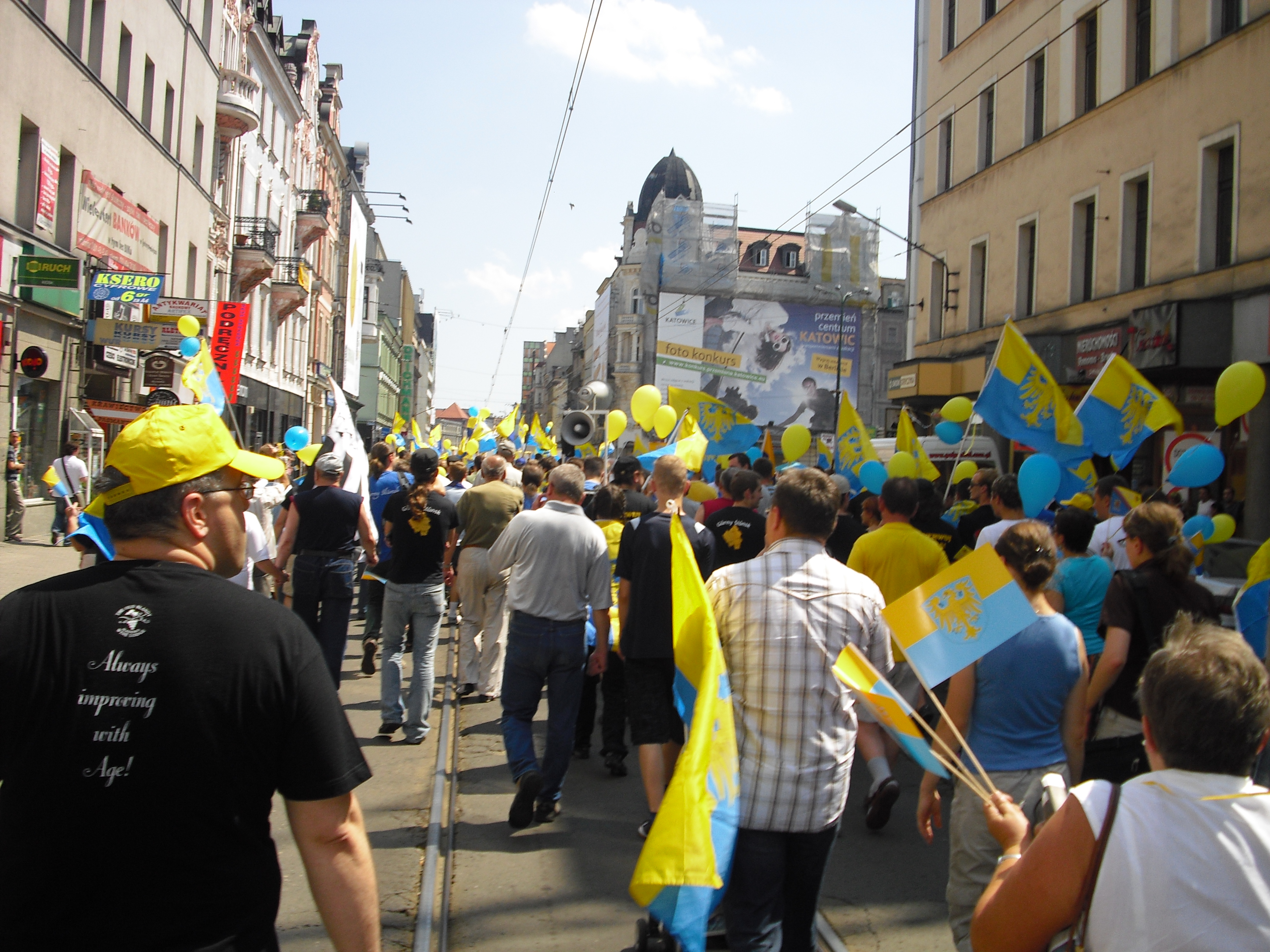
Демонстрація сілезців у Катовицях (18 липня 2009 року)

## Типи сепаратизму

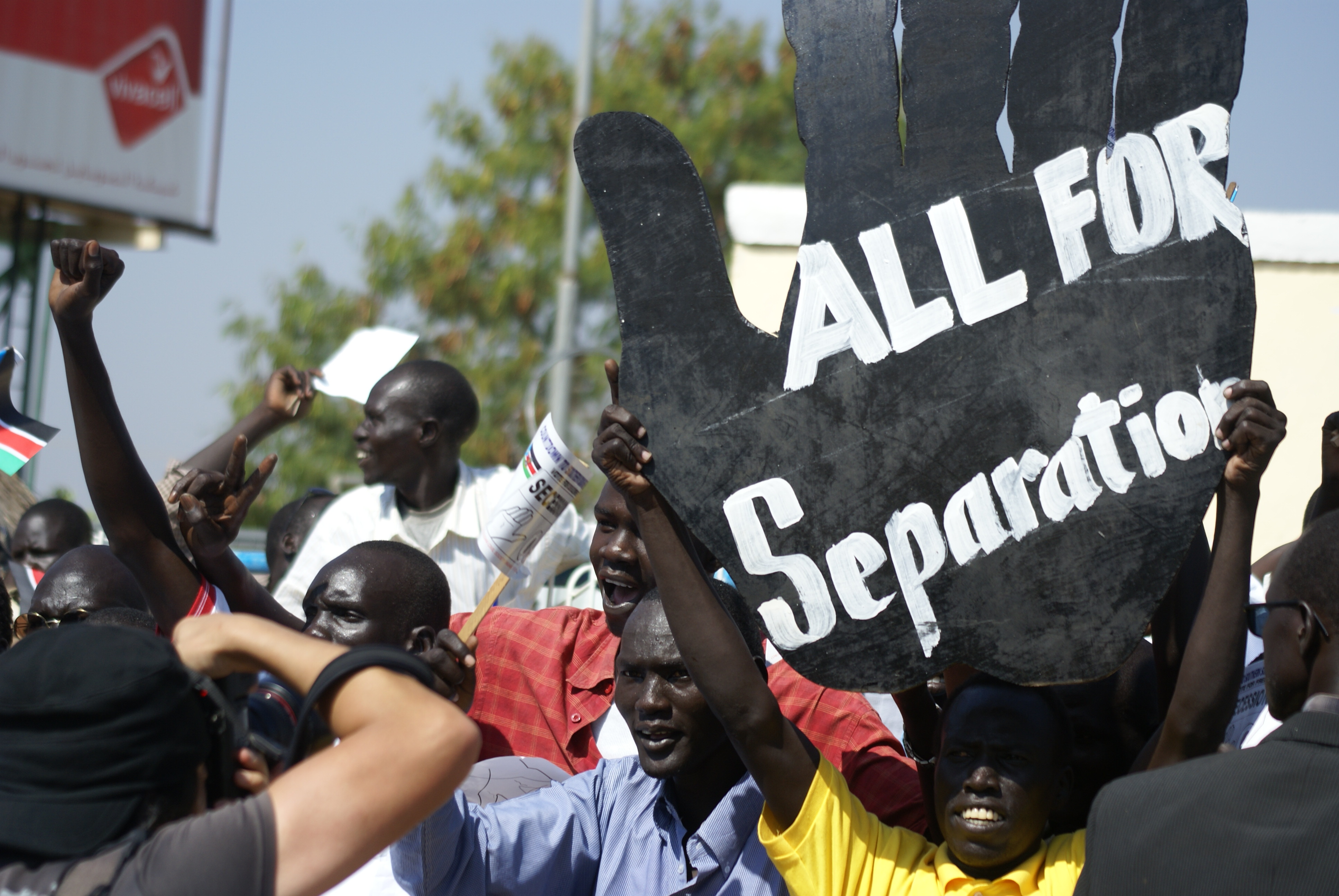
Референдум щодо незалежності Південного Судану у 2011 році

Сепаратизм складався історично на підставі переважно етнонаціональної, регіональної чи культурно-релігійної окремішності. Тому сепаратизм поділяють на такі види:
1. Релігійний — сепаратизм через релігійні відмінності між регіонами однієї країни та загроза безпосередньому існуванню меншини, яка сповідує іншу релігію (сирійські християни різних традицій, сирояковити, халдеї, ассирійці закликають до власного державотворення на території Сирії, оскільки не сумніваються в тому, що прихід до влади ісламського сунітського уряду стане катастрофою для всіх християн).
2. Етнічний — єдиний правомірний сепаратизм, його суб'єктом є етнічна одиниця, котра становить меншість населення. Право на територіальне відокремлення ґрунтуються на апеляції до права народу на самовизначення[3].
3. Політичний (регіональний) — сепаратизм, суб'єктами котрого можуть бути представники тієї самої національності, що й центральна державна влада. Такий сепаратизм найчастіше вдається до пошуку форм дискримінації, які регіон начебто зазнає з боку центральної влади (культурної, мовної, економічної), тому порушує питання про відокремлення території, вбачаючи в цьому єдиний засіб ліквідації цих форм дискримінації.
4. Расовий — сепаратизм, що прагне до відокремлення від інших рас. Також виступають проти міжрасових шлюбів та інтеграції з іншими расами.

Тобто у першому випадку — рух сектантської релігійної меншини за відділення зараз демонструють ісламісти в Сирії, в другому — етнічного, як баски чи каталонці Іспанії, та недавні події в Шотландії та Ірландії, у третьому — події на Донбасі в Україні.
Групи мігрантів, як нацменшина, при наявності національної держави, не мають права на сепаратизм, а це переважно зараз в Україні демонструє Росія через мігрантів заселених на виморені колоніальні землі. Через тривале компрадорське правління Російської імперії, та за часів СРСР національна еліта нищилась і не допускалась до управління. Якщо в Прибалтиці було реалізовано програми люстрації та натуралізації російських мігрантів, для права проживання в країні, то Україна продемонструвала лібералізм і через це зараз потерпає український народ, через нав'язану модель «сепаратизму» яка маскує гібридну війну, окупацію та колаборантів і російську агентуру та найманців з громадян України, переважно з росіян заселених після голодомору, поселенців звільнених з лав армії чи зон утримання — з часів індустріалізації та ГУЛАГу. Наприклад, комуністи за часів незалежності не поміняли риторики, і прислуговуючи олігархії продовжувала боротися з українським відродженням, залишаючись знаряддям постімперського компрадорського правління з явними українофобськими кадровим наповненням та ідеологією.
У багатонаціональних державах — прагнення національних меншин до відокремлення, створення самостійної держави виправдане за відсутності державності в історичній прабатьківщині. Дуже часто причиною сепаратизму в політиці пробують застосувати культурно-етнічний поділ при наявності держави і можливістю реміґрації на прабатьківщину членів діаспори з країни проживання. Це всім відомі реміґранти примусово виселені народи Чечні, кримські татари, балти, німці, українці з Сибіру, Далекого сходу, Казахстану. Зловживання політичної партії чи руху сепаратизмом відображає прагнення опозиційної частини реалізувати власні інтереси й цілі, що використовуються для мотивування своєї антидержавної діяльності. Тут законним є право громадян на еміграцію чи реміґрацію саме як громадянина, за своїми переконаннями і вибором. Такі програми існують в усіх розвинених країнах і як право людини, в цьому випадку, захищено міжнародним правом.
Історично сепаратизмом зловживали імперії та феодальні країни для поглинання, сорбції, анексії чи колонізації територій що навіть, коли під виглядом волевиявлення народу йде захоплення територій під благопристойним виглядом, наприклад Осетія, Придністров'я, Абхазія, Крим. Разом з тим, причини сепаратизму дуже часто бувають пов'язані з грубим порушенням прав людини і народів, національних, расових і релігійних груп (меншин). В Криму на автономію на законних підставах має право лише кримськотатарський народ, а росіяни є емігрантами чи окупантами на цих територіях. Так само і на Донбасі немає історичного етносу, так як козацтво на цих землях проживає та господарює століттями і в свій час Київська Русь на чолі з Святославом звільняло ці землі від работоргівлі та хозарської, окупації, а пізніше від татарської окупації (зона степового кочів'я — скіфи, сармати, гунни, половці, ординці, поляни, козаки).
Позитивна ж сторона сепаратизму може зіграти істотну роль, як це мало місце, наприклад, у боротьбі проти ярма колоніалізму, за утворення нових молодих національних держав.
Також сепаратизм розрізняють по процесу протікання в розвинених країнах і країнах, що розвиваються. Як правило, майже завжди основна маса країн-страйкарів, що розвиваються — це люди нижчих верств, а причинами їх невдоволень, як правило, є економічно неуспішний розвиток регіону і немає підстав для легального, узаконеного отримання переваг, крім загального державного розвитку у вигляді місцевого самоврядування. В таких країнах сепаратизм звичайно пригнічується силовим шляхом на підставі унітарності держави. У розвинених країнах, чи за підстав наявності етнічно-історичної окремішності наприклад Ірландія чи Шотландія в Англії, менш екстремістські, виражені ідеї зазвичай у наданні більшої економічної автономії, а не відділенням, і часто рухи представлені партією, що захищає дані вимоги. А пригнічується такий сепаратизм м'яким шляхом, без застосування сили, наприклад, квебекський сепаратизм.
Розрізняють підвиди сепаратизму за групами страйкувальників і їх висунутими вимогами. Наприклад, існує 3 типи вимог:
1. вимога ущемлених політичних та економічних прав;
2. вимога незалежності;
3. боротьба корінних народів за права і землю.

Якщо розділити їх на 3 групи за своїм соціальним становищем то, вийде, що виступи еліт зумовлені потребою у владі, середніх шарів — національною дискримінацією, а нижчих шарів — економічними факторами, як правило, це розрив між соціальним становищем.

## Різновиди сепаратизму
1. Західноєвропейський — Північна Ірландія, Шотландія, Країна Басків, Каталонія, Корсика, Фландрія і Валлонія, Фарерські острови;
2. Східноєвропейський — Крим, Чечня, Дагестан, Придністров'я, Гагаузія, Косово, албанці в Македонії, Республіка Сербська в Боснії, Трансільванія, країни колишнього СРСР (крім 4 мусульманських республік Середньої Азії), Північний Кіпр.
3. Близькосхідний — Курдистан, пакистанська провінція Белуджистан, Південний Ємен, північ Афганістану, ісламські країни Близького і Середнього Сходу, Палестина (утворена у результаті арабського терору).
4. Азійський — індійські штати Джамму і Кашмір, область Читтагонг в Бангладеш, Пенджаб, Нагаленд, Ассам, північна Шрі-Ланка (Таміл-Ілам), області Карен і Шан у М'янмі, південні Філіппіни, Іріан-Джая (західна частина Нової Гвінеї) в Індонезії, Тибет і Синьцзян (Уйгуристан) у Китаї, Ачех, Бугенвіль, Бодоланд.
5. Африканський — провінція Кабінда в Анголі, Північне Сомалі, Оромоленд, провінція Квазу-Наталь у ПАР, Мвалі (Мохелі), Ндзуані (Анжуан).
6. Американський — Канадська провінція Квебек, мексиканський штат Чіапас, самоврядна територія Данії Гренландія, острів Невіс у складі Федерації Сент-Кіттс і Невіс, заклики до незалежності Техасу, Американська Конфедерація.

Приклади сепаратизму
- Боротьба терористичної організації ETA за незалежну Басконію.
- Масовий рух за незалежність Каталонії.
- Національно-визвольна боротьба турецьких курдів.
- У 1968 була створена Квебекська партія, що об'єднала навколо себе послідовних прихильників відокремлення провінції від Канади.
- У вересні 2014 відбувся Референдум про незалежність Шотландії 2014.
- Сепаратизм у Росії

16 березня 2014 р. в окупованому Криму було проведено «референдум» про від'єднання від України і 18 березня Крим з ініціативи російського президента В. В. Путіна було включено до складу Російської Федерації з порушенням прав жителів півострова та українців у незаконний спосіб — силового захоплення територій, військового перевороту і захоплення ради півострова та силового тиску на парламент Криму з блокуванням представників Меджлісу кримськотатарського народу.